# Балка Стадня
Балка Стадня — балка (річка) в Україні у Березівському районі Одеської області. Ліва притока річки Тилігулу (басейн Чорного моря).

## Опис
Довжина балки 16 км, похил річки 5,0 м/км, площа басейну водозбору 76,7 км², найкоротша відстань між витоком і гирлом — 13,95 км, коефіцієнт звивистості річки — 1,15. Формується декількома струмками та загатами. На деяких ділянках балка пересихає.

## Розташування
Бере початок у селі Семихатки. Тече переважно на південний захід через село Одрадна Балка і у селі Софіївка впадає у річку Тилігул.

## Цікаві факти
- На балці існує водокачка[2].